# 후쿠치야마역
후쿠치야마역(일본어: 福知山駅, ふくちやまえき 후쿠치야마에키[*])은 일본 교토부 후쿠치야마시에 있는 서일본 여객철도와 기타킨키 단고 철도의 역이다.
일본 기타킨키 철도망의 중심이 되는 역으로 이 역에서 기타킨키의 각지 방면으로의 노선이 갈라진다. 후쿠치야마 역은 서일본 여객철도 후쿠치야마 지사가 기타킨키 지역의 관광 수요를 높이기 위해 제창한 "기타긴키 빅 X 네트워크"의 중심이다.

## 역 구조
북측에 기타킨키 단고 철도 전용의 섬식 승강장 1면 2선, 남측에 서일본 여객철도용의 섬식 2면 및 단식 1면의 총 3면 4선의 승강장을 가진 고가역이다.

### 역 설비
고가화와 동시에 역 전체의 넓이가 대폭 넓어졌다. 역의 출구는 고가화 전의 출구였던 북쪽 출구와 신설된 남쪽 출구의 2개가 되었다. 또 에스컬레이터와 엘리베이터가 새로 설치되었다.

### 승강장
| 서일본 여객철도선 승강장    | 서일본 여객철도선 승강장 | 서일본 여객철도선 승강장 | 서일본 여객철도선 승강장                 | 서일본 여객철도선 승강장 |
| --------------------------- | ------------------------ | ------------------------ | ---------------------------------------- | ------------------------ |
| 1 · 2                       | ■ 산인 본선              | 상행선                   | 아야베 · 니시마이즈루 · 교토 방면        | (특급 및 보통)           |
| 1 · 2                       | ■ 산인 본선              | 하행선                   | 와다야마 · 도요오카 · 기노사키 온천 방면 | (일부 보통)              |
| 1 · 2                       | ■ 후쿠치야마 선          | ■ 후쿠치야마 선          | 사사야마구치 · 다카라즈카 · 오사카 방면  | (주로 특급)              |
| 3 · 4                       | ■ 산인 본선              | (하행)                   | 와다야마 · 도요오카 · 기노사키 온천 방면 | （특급・보통）           |
| 3 · 4                       | ■ 후쿠치야마 선          | ■ 후쿠치야마 선          | 사사야마구치 · 다카라즈카 · 오사카 방면  | (일부 열차)              |
| 3 · 4                       | ■ 미야후쿠 선            | ■ 미야후쿠 선            | 오에 · 미야즈 · 아마노하시다테 방면      | (특급 및 쾌속)           |
| 5                           | ■ 후쿠치야마 선          | ■ 후쿠치야마 선          | 사사야마구치 · 다카라즈카 · 오사카 방면  | (쾌속 및 보통)           |
| 기타킨키 단고 철도선 승강장 |                          |                          |                                          |                          |
| 1・2                        | ■ 미야후쿠 선            | ■ 미야후쿠 선            | 오에・미야즈 · 아마노하시다테 방면       | (쾌속 오에야마 호 · 보통 |

교토 방면에의 열차가 1·2번 승강장에 고정되어 있는 점과 5번 승강장이 후쿠치야마 선 열차 전용으로 된 점 이외에는 발착 승강장의 변동이 크다. 또 기타긴키 단고 철도 미야후쿠 선의 열차 일부도 서일본 여객철도선 승강장에 발착하기 때문에 주의할 필요가 있다.

## 역사
- 1904년 11월 3일: 일본국유철도 후쿠치야마 ~ 아야베 ~ 신마이즈루 간, 한카쿠 철도의 후쿠치야마미나미구치 (후쿠치) ~ 후쿠치야마 간의 개업에 의해 신설.
- 1907년 8월 1일: 한카쿠 철도가 국유화되었다.
- 1909년 10월 12일: 노선 명칭 제정에 따라 한카쿠 선의 소속이 되었다.
- 1911년 10월 25일: 반탄 선의 지선으로서 와다야마 ~ 후쿠치야마 간 개업.
- 1912년 3월 1일: 노선 명칭 개정에 따라 한카쿠 선 아야베 ~ 후쿠치야마 간과 반탄 선 후쿠치야마 ~ 와다야마 ~ 가스미 간이 산인 본선으로 편입되어 후쿠치야마 역도 그 소속이 되었다. 한와 선 후쿠치야마 이남은 후쿠치야마 선으로 개칭되었다.
- 1923년 9월 22일: 호쿠탄 철도 개업.
- 1971년 3월 2일: 호쿠탄 철도가 휴지되었으며 1974년에는 완전히 폐지되었다.
- 1987년 4월 1일: 민영화에 의해 서일본 여객철도의 소속이 된다.
- 1988년 7월 16일: 미야후쿠 철도 개업.
- 1995년 4월 20일: 아야베 ~ 후쿠치야마 간 전철화.
- 2021년 3월 13일 - 교통카드 ICOCA의 사용이 개시될 예정이다.

## 인접정차역
| 서일본 여객철도 후쿠치야마 선  | 서일본 여객철도 후쿠치야마 선  | 서일본 여객철도 후쿠치야마 선  |
| ------------------------------ | ------------------------------ | ------------------------------ |
| 단바타케다 오사카 방면         | ■ 후쿠치야마 선                | 시·종착역                      |
| 서일본 여객철도 산인 본선      |                                |                                |
| 이사 교토 방면                 | ■ 산인 본선                    | 가미카와구치 도요오카 방면     |
| 기타킨키 단고 철도 미야후쿠 선 |                                |                                |
| 시·종착역                      | ■ 미야후쿠 선 쾌속             | 오에 미야즈 방면               |
| 시·종착역                      | ■ 미야후쿠 선 쾌속 오에야마 호 | 아리가카시노키다이 미야즈 방면 |
| 시·종착역                      | ■ 미야후쿠 선 보통             | 아쓰나카톤야 미야즈 방면       |